# L'Annonciation (Le Greco, Illescas)
L'Annonciation est une peinture à l'huile sur toile, un tondo de 128 cm de diamètre peint  par Le Greco en 1603-1605. Elle représente l'Annonciation de la Bienheureuse Vierge Marie par l'archange Gabriel. C'est l'une des cinq œuvres commandées à l'artiste pour l'hôpital de la Charité d'Illescas, dans la province de Tolède où elle se trouve encore. 

## Description
Ce tableau est une simplification de la composition réalisée par l'artiste pour L'Annonciation du collège de l'Incarnation, dit collège Doña María de Aragón de Madrid.
La scène se déroule sur un fond neutre, avec l'archange à gauche adapté à la courbure de la toile et la Vierge à droite surprise pendant son oraison. Sa robe rouge et son long voile bleu portent des reflets nacrés. La composition est axée sur le lutrin et la colombe du Saint-Esprit qui descend dans un rai de lumière, tandis qu'une diagonale est marquée entre les yeux des protagonistes et la colombe symbolique. Le vase de lis est un symbole de la Vierge Marie.